# Färöischer Fußballpokal der Frauen 2010
Der Färöische Fußballpokal der Frauen 2010 fand zwischen dem 11. April und 3. Juli 2010 statt und wurde zum 21. Mal ausgespielt. Im Endspiel, welches im Gundadalur-Stadion in Tórshavn auf Kunstrasen ausgetragen wurde, siegte KÍ Klaksvík mit 1:0 gegen Skála ÍF.
KÍ Klaksvík und Skála ÍF belegten in der Meisterschaft die Plätze eins und drei, dadurch erreichte KÍ Klaksvík das Double. Mit B36 Tórshavn erreichte ein Zweitligist das Halbfinale. Titelverteidiger AB Argir schied hingegen im Viertelfinale aus.
Für KÍ Klaksvík war es der achte Sieg bei der 14. Finalteilnahme, für Skála ÍF die zweite Niederlage bei der dritten Finalteilnahme.

## Teilnehmer
Teilnahmeberechtigt waren folgende zehn A-Mannschaften der ersten und zweiten Liga:
| 1. Deild                                                            | 2. Deild                                                        |
| AB Argir EB/Streymur KÍ Klaksvík MB Miðvágur Skála ÍF Víkingur Gøta | B36 Tórshavn B68 Toftir/NSÍ Runavík HB Tórshavn ÍF Fuglafjørður |

## Modus
Sämtliche Erstligisten waren für das Viertelfinale gesetzt. Die verbliebenen Mannschaften spielten in einer Runde die restlichen beiden Teilnehmer aus. Alle Runden wurden im K.-o.-System ausgetragen.

## Qualifikationsrunde
Die Partien der Qualifikationsrunde fanden am 11. April statt.
|                        | Ergebnis             |                 |
| ---------------------- | -------------------- | --------------- |
| B36 Tórshavn           | 2:1 (1:0)            | ÍF Fuglafjørður |
| B68 Toftir/NSÍ Runavík | 2:1 n. V. (1:1, 0:0) | HB Tórshavn     |

## Viertelfinale
Die Viertelfinalpartien fanden am 30. April statt.
|               | Ergebnis  |                        |
| ------------- | --------- | ---------------------- |
| B36 Tórshavn  | 2:0 (1:0) | B68 Toftir/NSÍ Runavík |
| KÍ Klaksvík   | 3:1 (3:1) | AB Argir               |
| Skála ÍF      | 3:1 (1:1) | EB/Streymur            |
| Víkingur Gøta | 4:0 (3:0) | MB Miðvágur            |

## Halbfinale
Die Hinspiele im Halbfinale fanden am 13. Mai statt, die Rückspiele am 4. und 6. Juni.
|               | Gesamt |             | Hinspiel  | Rückspiel     |
| ------------- | ------ | ----------- | --------- | ------------- |
| B36 Tórshavn  | 01:10  | KÍ Klaksvík | 1:5 (1:3) | 1 0:5 (0:2) 1 |
| Víkingur Gøta | 1:3    | Skála ÍF    | 0:0       | 1:3 (0:2)     |

## Finale
| Paarung        | Skála ÍF – KÍ Klaksvík |
| Ergebnis       | 0:1 (0:0) |
| Datum          | 3. Juli 2010 |
| Stadion        | Gundadalur, Tórshavn |
| Zuschauer      | 150 |
| Schiedsrichter | Pætur Albinus (Tórshavn) |
| Tore           | 0:1 Rannvá B. Andreasen (55.) |
| Skála ÍF       | Ata Jacobsen – Hallgerð F. Hansen, Marin Gregersen, Mirjam D. Frederiksberg, Evi Mikkelsen – Sólvá í Selvindi (86. Solveig Frederiksberg), Fríðrún Danielsen, Kirstinbjørg Frederiksberg, Birna T. Johannesen (80. Sólfríð Christiansen), Oddrún Danielsen (76. Bára Berthelsen) – Ásgerð Siri Káradóttir Cheftrainer: Birnir Smári Hauksson ( Island) |
| KÍ Klaksvík    | Randi Wardum – Gunnrið F. Joensen (59. Maria K. Thomsen), Ragna B. Patawary, Paula Mikkelsen – Tove Sólheyg (71. Elsa Maria Simonsen), Ása K. Thomsen, Annika Ragna Petersen, Rannvá B. Andreasen – Sofía Purkhús, Malena Josephsen , Sigrid Jacobsen Cheftrainer: Aleksandar Đorđević ( Serbien)                                                      |
| Gelbe Karten   | keine – Sigrid Jacobsen |

## Torschützenliste
Bei gleicher Anzahl von Treffern sind die Spielerinnen nach dem Nachnamen alphabetisch geordnet.
| Platz | Spieler                    | Verein                 | Tore |
| ----- | -------------------------- | ---------------------- | ---- |
| 1     | Rannvá B. Andreasen        | KÍ Klaksvík            | 04   |
| 1     | Sofía Purkhús              | KÍ Klaksvík            | 04   |
| 3     | Sigrid Jacobsen            | KÍ Klaksvík            | 03   |
| 4     | Fríðrún Danielsen          | Skála ÍF               | 02   |
| 4     | Kirstinbjørg Frederiksberg | Skála ÍF               | 02   |
| 4     | Hanna I. Højgaard          | Víkingur Gøta          | 02   |
| 4     | Malena Josephsen           | KÍ Klaksvík            | 02   |
| 4     | Dania A. Olsen             | B68 Toftir/NSÍ Runavík | 02   |
| 4     | Eyðvør Thomsen             | B36 Tórshavn           | 02   |